# Nils Vogt (skådespelare)
Nils Vogt, född 29 april 1948 i Oslo, är en norsk skådespelare och regissör. 
Vogt har varit anställd vid Teatret Vårt, Den Nationale Scene, Rogaland Teater och Oslo Nye Teater. Han har särskild gjort sig känd som en särpräglad komediskådespelare, och har haft framgång i komiska musikalroller, bland annat i Frank Loessers Guys and Dolls och Cole Porters Anything Goes på Oslo Nya Teater samt i Irving Berlins Annie Get Your Gun och i dubbelrollen som Jerry/Daphne i Jule Stynes Sugar - I hetaste laget på Chateau Neuf.
Vogt blev känd i hela Norge som Karl i TV 2:s långkörare Mot i brøstet (1993–1997), som följdes upp av sitcomerna Karl & Co (1998–2001) och Hos Martin (2004–2005). Mot i brøstet är originalet bakom C/o Segemyhr.
Han har haft egen tv-show och har medverkat i filmer som Brannen (1973), Hustruer - ti år etter (1985), Showbiz (1989) och Sofies värld (1999). Han började spela rollen Arnfinn Lycke TV 2:s såpopera Hotel Cæsar.

## Filmografi (urval)
- 1973 – Brannen
- 1985 – Hustruer - ti år etter
- 1989 – Showbiz
- 1991 – Frida - med hjärtat i handen
- 1993 – Mot i brøstet (TV-serie)
- 1994 – Fredrikssons fabrik
- 1994 – Bröderna Dal och legenden om Atlant-Is
- 1998 – Karl & Co (TV-serie)
- 1999 – Sofies värld
- 2003 – Jonny Vang
- 2004 – Hos Martin (TV-serie)
- 2011 – Hotel Cæsar (TV-serie)
- 2018 – Fenix (film)